# Coelioxys acanthopyga
Coelioxys acanthopyga là một loài Hymenoptera trong họ Megachilidae. Loài này được Alfken mô tả khoa học năm 1940.